# Cassiotis
Cassiotis (en grec antic Κασσιῶτις) era un districte del nord de Síria durant l'Imperi Romà, més aviat una comarca natural que una divisió administrativa.
Les ciutats del districte, segons Claudi Ptolemeu, eren:
- Antioquia
- Dafne
- Bactial·la
- Lídia de Cassiotis
- Selèucia
- Epifània
- Rafanea
- Antaradus
- Maratos
- Mariamme
- Mamurga
- Larissa.[2]